# Barbara Paulson
Barbara Jean Paulson (Columbus (Ohio), 11 april 1928 – Des Moines (Iowa), 26 februari 2023) was een Amerikaanse wiskundige. Ze was een menselijke computer bij het Jet Propulsion Laboratory (JPL) van NASA en een van de eerste vrouwelijke wetenschappers die daar in dienst was. Paulson begon in 1948 te werken als wiskundige bij JPL, waar ze met de hand rakettrajecten berekende. Ze is een van de vrouwen die al vroeg vooruitgang boekte bij JPL.

## Jeugd en opleiding
Ze werd geboren als Barbara Jean Lewis in Columbus (Ohio) op 11 april 1928 en groeide op met twee oudere zussen en een jongere broer. Toen ze 12 jaar oud was, stierf haar vader. Vanaf het 3e middelbaar volgde Paulson vier jaar lang Latijn en wiskunde, terwijl haar zussen steno volgden. Dit omdat Paulson geen secretaresse wilde worden. Nadat ze een jaar aan de Ohio State University had gestudeerd, overtuigde Paulsons zus die al in Pasadena werkte, haar moeder om ook naar Pasadena te verhuizen. In 1947 verhuisde het gezin dan naar Pasadena, Californië, waar haar carrière bij JPL zou beginnen.
In 1959 trouwde Barbara met Harry Murray Paulson in Pasadena, waar ze tot 1962 woonden voordat ze naar Monrovia verhuisden. In 1975 vestigden ze zich definitief in Glendora.

## Carrière
Paulson ging in 1948 bij het Jet Propulsion Laboratory werken als computer, waar ze raketpaden berekende en werkte aan de MGM-5 Corporal, de eerste geleide raket met een kernkop die door de Verenigde Staten was ontworpen. Paulson en haar collega's werden op een gegeven moment uitgenodigd om hun handtekening te zetten op de 100th Corporal-raket voordat deze naar de testbaan White Sands werd getransporteerd. De raket explodeerde kort na de lancering. Op 31 januari 1958 werd Paulson toegewezen aan het operatiecentrum voor Explorer-1, de eerste satelliet van de Verenigde Staten, gelanceerd tijdens de ruimterace met de Sovjet-Unie . Paulson deed het werk met minimale uitrusting: een mechanisch potlood, een lichtbak en grafiekpapier. De meertrapslancering waarvoor Paulson hielp met de berekeningen, maakte het voor de korporaal mogelijk om een kernkop over een afstand van ruim 320 kilometer te dragen.
In 1960, toen Paulson 32 jaar was, verwachtten zij en haar man Harry hun eerste kind. Toen Paulson om een parkeerplaats dichter bij haar werk vroeg omdat ze zwanger was, werd ze gedwongen ontslag te nemen omdat JPL destijds geen zwangere vrouwen in dienst had en het in dienst houden van een zwangere vrouw tot problemen met de verzekeringspolis zou leiden. Bij JPL was er geen zwangerschapsverlof, waardoor vrouwen die werden ontslagen of gedwongen werden hun baan op te zeggen, na de bevalling niet meer naar hun werk konden terugkeren. Paulsons supervisor, Helen Ling, deed haar best om vrouwen die zonder ouderschapsverlof waren ontslagen, weer aan te nemen. In 1961, toen haar dochter zeven maanden oud was, accepteerde Paulson Lings aanbod en keerde terug naar het lab. Paulson heeft opmerkelijk genoeg geen verzoek ingediend voor een betere parkeerplaats toen ze voor de tweede keer zwanger was. Van 1953 tot 1970 werd bij JPL een schoonheidswedstrijd gehouden onder vrouwelijke werknemers. Eén jaar eindigde Paulson op de derde plaats. In de jaren vijftig werd de koningin van de wedstrijd ‘Miss Guided Missile’ genoemd en in de jaren zestig ‘de koningin van de ruimte’.
In de jaren 60, toen JPL zijn reputatie had gevestigd door het succes van Explorer-1, begon JPL zich te richten op de maan en andere interplanetaire verkenningsmissies. Paulson en haar collega Helen Ling werkten overuren om de trajecten te berekenen van de Mariner-sondes die later naar Venus en Mars zouden worden gestuurd. Paulson en haar collega's stelden vast dat er slechts korte tijdsbestekken en lanceervensters bestonden die de ideale Hohman-overdrachtsbaan van de aarde naar het doel mogelijk maakten. Eind jaren zestig kreeg Paulson de titel van ingenieur en werd uiteindelijk supervisor in het laboratorium.
In de jaren 70 speelde Paulson een belangrijke rol in het Viking-programma waarin de eerste lander het oppervlak van Mars bereikte. Paulson heeft met succes de baan berekend die de Viking-sonde nodig had tijdens de elf maanden durende reis tussen de aarde en Mars. De berekeningen van Paulson bleken ook essentieel tijdens de EDL-fase (Entry, Descent, and Landing) van de missie, waarin de lander zich van het ruimtevaartuig zou losmaken, de atmosfeer van Mars zou binnengaan en met een parachute naar het oppervlak zou dalen. Eind jaren zeventig werkten Paulson en haar collega's aan een aantal van de eerste interstellaire trajecten tijdens de planning van de Voyager -missies, waarbij Voyager 1, gelanceerd in september 1977, op 13 april 2019 het verst van de aarde verwijderd was van alle door de mens gemaakte objecten. 
Paulson ging in 1993 met pensioen bij JPL en bleef in Pasadena tot 2003 voordat ze naar Iowa verhuisde.

## Persoonlijk leven
Paulson en haar man Harry hadden twee dochters (Karen and Kathleen) en vier kleinkinderen (Jonathan, Kyle, Harrison en Corrine). Tijdens haar zwangerschap en haar uiteindelijke terugkeer naar het werk bij JPL was Barbara's echtgenoot destijds makelaar en lid van de Pasadena Board of Realtors. Gelukkig kon Harry, toen Barbara weer aan het werk was, zijn schema aanpassen om ervoor te zorgen dat er voor hun kinderen gezorgd werd. 
De echtgenoot van Barbara Paulson, Harry Murray Paulson, overleed op 9 juli 2003. Ze waren 44 jaar getrouwd. In 2003 verkocht Paulson haar huis na de dood van haar man en verhuisde naar Iowa om dichter bij haar dochters en hun families te zijn. 
Barbara Paulson overleed op 26 februari 2023 in Des Moines, Iowa, op 94-jarige leeftijd.

## Erkenning en nalatenschap
In 1959 werd Paulson erkend en ontving ze de speld voor haar 10-jarige werk bij het Jet Propulsion Laboratory. Paulson zou 45 jaar lang bij het Jet Propulsion Laboratory werken en in 1993 met pensioen gaan. In 2016 schreef Nathalia Holt Rise of the Rocket Girls, een boek over Paulson en andere vrouwen die in de beginjaren bij NASA werkten.